# Rezerwat przyrody Jakubowo
Rezerwat przyrody Jakubowo – leśny rezerwat przyrody położony w gminie Pniewy, powiecie szamotulskim (województwo wielkopolskie), około 4 km na południowy wschód od Pniew.
Został powołany zarządzeniem Ministra Leśnictwa i Przemysłu Drzewnego z dnia 2 lipca 1959 roku. Zajmuje powierzchnię 4,02 ha (akt powołujący podawał 4,22 ha). Obszar rezerwatu jest objęty ochroną ścisłą (3,94 ha) i czynną (0,08 ha). Wokół rezerwatu utworzono otulinę o powierzchni 12,23 ha.
Celem ochrony w rezerwacie jest zachowanie wielogatunkowego lasu liściastego w stanie zbliżonym do naturalnego ze stanowiskiem jarzębu brekinii Sorbus torminalis. Charakterystyczną cechą drzewostanu są duże rozmiary niektórych drzew, niektóre buki (Fagus silvatica) osiągają wysokość nawet powyżej 41 metrów.